# Oxyde d'indium-étain
Pour les articles homonymes, voir ITO.
L'oxyde d'indium-étain (ITO, pour l'anglais indium tin oxide), ou oxyde d'indium dopé à l'étain, est un mélange d'oxyde d'indium(III) In2O3 et d'oxyde d'étain (IV) SnO2, dans la proportion massique typique de 90 % du premier et 10 % du second. Ce composé est incolore et transparent en couches minces, de jaunâtre à gris sous forme massique.
La caractéristique principale de l'oxyde d'indium-étain est sa combinaison de conductivité électrique et de transparence optique. Cependant, un compromis doit être atteint lors du dépôt de films, l'augmentation de la concentration de porteurs de charges induisant une hausse de conductivité du matériau, mais une perte de sa transparence.
Les couches minces d'ITO sont le plus souvent déposées sur des surfaces par évaporation par faisceau d'électrons, dépôt physique par phase vapeur ou autres techniques de dépôt sous vide.
En raison du coût et de la quantité limitée disponible d'indium, de la fragilité et du manque de flexibilité des couches minces d'ITO, et du vide requis et onéreux pour le dépôt des couches, des alternatives sont recherchées. Par exemple des films minces de nanostructures de carbone (graphène ou nanotubes de carbone) conducteurs figurent ainsi dans les matériaux activement étudiés pour ce remplacement. D'autres alternatives sont envisagées comme les nanofils métalliques (argent et cuivre) qui possèdent des performances égales à l'ITO, le coût des matières premières et le procédé en voie chimique permettant d'atteindre un prix largement inférieur. Des couches de PEDOT ou de PEDOT:PSS sont déjà utilisées bien qu'ils se dégradent lorsqu'ils sont exposés aux radiations ultraviolettes, entre autres défauts. D'autres remplaçants possibles sont les oxydes de zinc dopés à l'aluminium, et le vanadate de strontium SrVO3.

## Utilisations
Les ITO sont principalement utilisés comme enrobage transparent conducteur pour les écrans à cristaux liquides, les dispositifs d'écrans plats, les écrans à plasma, les écrans tactiles, ainsi que pour des applications liées aux encres électroniques, des OLEDs, des cellules photovoltaïques, des revêtements antistatiques et de blindage contre les interférences électromagnétiques.
Les ITO sont aussi utilisés pour des revêtements optiques, et plus particulièrement des revêtements réfléchissant l'infrarouge (miroirs chauds) pour les verres architecturaux, automobiles et des lampes à vapeur de sodium. D'autres utilisations incluent les détecteurs de gaz, les traitements antireflets, et les réflecteurs de Bragg distribués pour lasers VCSEL.
Les films minces en ITO utilisés comme jauges de déformation peuvent opérer jusqu'à des températures de 1 400 °C et peuvent être utilisés dans des environnements hostiles comme les turbines à gaz, les moteurs d'avions ou de fusée.
Le F35 a été renforcé en termes de furtivité grâce à son revêtement en oxyde d'indium-étain.